# Nils Nordenmark
Nils Viktor Emanuel Nordenmark, född 15 april 1867 i Hammerdal, Jämtland, död 2 februari 1962 i Stockholm, var en svensk astronom, lärdomshistoriker, försäkringsman och populärvetenskaplig författare.

## Biografi
Nordenmark avlade studentexamen vid Hudiksvalls högre allmänna läroverk våren 1887, och skrevs in för studier vid Uppsala universitet samma höst. Han var amanuens vid Uppsala astronomiska observatorium under åren 1891–1895, samt blev fil dr i astronomi år 1895 på en avhandling i celest mekanik om asteroidbältet.
Han blev sedan aktuarie i flera livförsäkringsbolag 1896–1918, registrator i Riksförsäkringsanstalten 1902–18, och verkställande direktör för försäkringsbolaget Bore 1918–30.
Nordenmark blev kanske mest känd för en astronomiintresserad allmänhet för sin bearbetning av Flammarions Astronomie Populaire, en 1000-sidig tegelsten som utkom i ett antal upplagor efter den första (1897) under titeln Stjärnorna till långt in på 1930-talet.  Som ett led i att popularisera astronomin utarbetade han även biografier över flera äldre svenska astronomer.
Nordenmark var en drivande kraft i Svenska Astronomiska Sällskapet där han satt i styrelsen under många år. Han höll år 1926 ett föredrag, där han uppmanade Vetenskapsakademien och staden att göra något åt den omoderna och bristfälliga utrustningen vid Stockholms gamla observatorium. Detta föredrag inspirerade bankdirektör Knut Wallenberg att verka för observatoriets fortlevnad, och på hans inrådan tillsatte Vetenskapsakademien år 1927 en kommitté som drog upp planerna för det nya  Saltsjöbadens observatorium.
Nordenmark erhöll professors namn år 1941. I samband med Astronomdagarna i Sverige hålls till hans minne sedan 1999 den populärvetenskapliga Nordenmark-föreläsningen.
Asteroiden 1463 Nordenmarkia är uppkallad efter honom.